# Walter Nausch
Walter Nausch (Viena, 5 de febrer de 1907 - Obertraun, 11 de juliol de 1957) fou un futbolista austríac de la dècada de 1930 i entrenador.
Fou internacional amb Àustria, formant part de l'anomenat Wunderteam. Pel que fa a clubs, fou jugador del FK Austria Wien i Wiener AC.
També destacà com a entrenador, a Young Fellows Zürich (1940-1948), selecció d'Àustria (1948-1954) i Austria Wien.